# FK Sioni Bolnisi
FK Sioni Bolnisi är en georgisk fotbollsklubb från Bolnisi. Säsongen 2005-2006 nådde klubben sin största framgång hittills då man vann den georgiska högstaligan Umaglesi Liga för första gången. Därför representerade klubben Georgien i UEFA Champions League 2006-2007, där de blev utslagna i den andra rundan mot Levski Sofia. Säsongen 2009-2010 spelar klubben i Umaglesi Liga. Laget spelar sina hemmamatcher på Tamaz Stepania-stadion i Bolnisi.